# Альфонси, Диего
Диего Юаким Альфонси (швед. Diego Joakim Alfonsi; род. 5 ноября 2006) — шведский футболист, полузащитник «Варберга».

## Клубная карьера
Начинал заниматься футболом в клубе «Хиттарп». Затем перешёл в «Хельсингборг». В 2019 году перебрался в «Варберг», где присоединился к юношеской команде клуба. В декабре 2022 года был переведён в основную команду и подписал с клубом первый контракт, рассчитанный на три года. Первую игру за клуб провёл 18 февраля 2023 года в матче группового этапа кубка страны с «Эстерсундом». В чемпионате Швеции дебютировал 2 июля в матче с «Юргорденом», появившись на поле на 82-й минуте вместо Винисиуса Ногейры.

## Личная жизнь
Отец, Юаким Перссон, в прошлом футболист, ныне тренер. Старший брат, Оливер, также профессиональный футболист.

## Клубная статистика
| Выступление      | Выступление      | Выступление      | Лига | Лига | Кубки | Кубки | Конт. кубки | Конт. кубки | Итого | Итого |
| Клуб             | Лига             | Сезон            | Игры | Голы | Игры  | Голы  | Игры        | Голы        | Игры  | Голы  |
| ---------------- | ---------------- | ---------------- | ---- | ---- | ----- | ----- | ----------- | ----------- | ----- | ----- |
| Варберг          | Алльсвенскан     | 2023             | 1    | 0    | 3     | 0     | 0           | 0           | 4     | 0     |
| Варберг          | Итого            | Итого            | 1    | 0    | 3     | 0     | 0           | 0           | 4     | 0     |
| Всего за карьеру | Всего за карьеру | Всего за карьеру | 1    | 0    | 3     | 0     | 0           | 0           | 4     | 0     |